# Sascha Marquet
Sascha Marquet (* 7. November 1989 in Leverkusen) ist ein deutscher Fußballspieler.

## Karriere
Marquet begann seine Karriere beim VfL Leverkusen, von dem er 2007 zum größten Leverkusener Verein Bayer 04 Leverkusen wechselte. Dort kam er bis zur Winterpause 2010/11 bei der zweiten Mannschaft in der Regionalliga West zum Einsatz.
Dann folgte der Wechsel zu Alemannia Aachen, in deren zweiter Mannschaft er regelmäßig Tore erzielte. Sein Profidebüt für die Zweitligamannschaft bestritt Marquet am 14. April 2012 (31. Spieltag), als er im Auswärtsspiel gegen den MSV Duisburg in der Startelf auflaufen durfte. Mit der Alemannia stieg er am Saisonende in die 3. Liga ab. Auch die folgende Drittligaspielzeit verlief wenig erfolgreich, Marquet wurde zwar fest in den Profikader integriert, die Alemannia stieg jedoch erneut ab. Trotz eröffneter Insolvenz und Abstieg in die Regionalliga West blieb er Alemannia Aachen treu.
Zur Saison 2014/15 wechselte Marquet zum Drittliga-Aufsteiger SC Fortuna Köln, für den er 22 Partien absolvierte.
Nach einer Saison in Köln schloss er sich dem Süd-West-Regionalligisten TSV Steinbach an, dort wurde er Stammspieler. Marquet gewann am 21. Mai 2018 mit dem TSV Steinbach den Hessenpokal und zog in den DFB-Pokal ein. Im Finale gegen den KSV Hessen Kassel (Endstand 2:0 für Steinbach) erzielte er den Treffer zum 1:0. 
Mit Beginn der Saison 2021/22 wechselte Marquet zum zweiten Mal in seiner Karriere zu Fortuna Köln und damit auch zurück in die Regionalliga West.
Zur Spielzeit 2023/24 kehrte er zurück zu Alemannia Aachen.

## Erfolge
Alemannia Aachen
- Meister der Regionalliga West: 2024
- Mittelrheinpokal-Sieger: 2024

TSV Steinbach Haiger
- Hessenpokal-Sieger: 2018, 2020
- Torschützenkönig der Regionalliga Südwest: 2021

Bayer Leverkusen U19
- Deutscher A-Junioren-Pokalsieger: 2008